# Tom Wilkinson
Tom Wilkinson OBE (Leeds, 12. prosinca 1948. – London, 30. prosinca 2023.) je bio engleski filmski glumac, osvajač nagrade BAFTA i dva puta nominiran za Oscara.
Rodio se kao Thomas Jeffery Wilkinson u Leedsu, kao sin Thomasa Wilkinsona Sr., farmera.
Pohađao je Kraljevsku akademiju za dramsku umjetnost.
Na filmu glumi od 1976. godine te je do sada ostvario 57 uloga, a nominiran je za brojna filmska priznanja. 
Njegov put do slave bio je jako dug, te su mu kritičari dali zasluge tek nakon BBC-eve produkcije iz 1994. godine.
Glumio je u nizu filmova, kao što su: Egzorcizam Emily Rose, Michael Clayton, Skidajte se do kraja, Crni vitez, Djevojka s bisernom naušnicom, Gas do daske, Operacija Valkira i još mnogo naslova.
BAFTU je osvojio kao najbolji sporedni glumac u filmu "Skidajte se do kraja".
Među njegovim glumačkim partnerima su glumci: Robert Carlyle,  Jackie Chan, Martin Lawrence, Colin Firth, George Clooney. Iako posjeduje nekoliko egzotičnih nekretnina diljem svijeta, Tom je živio u Londonu sa suprugom Dianom, glumicom i njihove dvije kćerke, Alice i Mollie.
Dana 31. prosinca 2004. godine za zasluge u drami postao je Časnik Britanskog Carstva (Officer of the British Empire.)

## Vanjske poveznice
- Tom Wilkinson u internetskoj bazi filmova IMDb-u (engl.)